# Oenesu
Oenesu is een bestuurslaag in het regentschap Kupang van de provincie Oost-Nusa Tenggara, Indonesië. Oenesu telt 1002 inwoners (volkstelling 2010).